# Uttenheim
Ne doit pas être confondu avec Huttenheim ou Uttenheim (Gais).
Uttenheim (Üetene en alsacien) est une commune française située dans la circonscription administrative du Bas-Rhin et, depuis le 1er janvier 2021, dans le territoire de la Collectivité européenne d'Alsace, en région Grand Est.
Cette commune se trouve dans la région historique et culturelle d'Alsace.

## Géographie

### Localisation
Uttenheim est limitrophe de Matzenheim, Westhouse et Bolsenheim, à 6,5 km d'Erstein et 26 km de Strasbourg.

### Communes limitrophes
|           | Bolsenheim |            |
| Westhouse | Uttenheim  | Osthouse   |
|           | Sand       | Matzenheim |

### Hydrographie

#### Réseau hydrographique
La commune est dans le bassin versant du Rhin au sein du bassin Rhin-Meuse. Elle est drainée par l'Andlau, le ruisseau la Scheer et la Fosse Neugraben,.
L'Andlau, d'une longueur de 42 km, prend sa source dans la commune de Le Hohwald et se jette  dans l'Ill à Illkirch-Graffenstaden, après avoir traversé 21 communes. 
La Scheer, d'une longueur de 40 km, prend sa source dans la commune de Scherwiller et se jette  dans l'Andlau à Fegersheim, après avoir traversé 20 communes. 

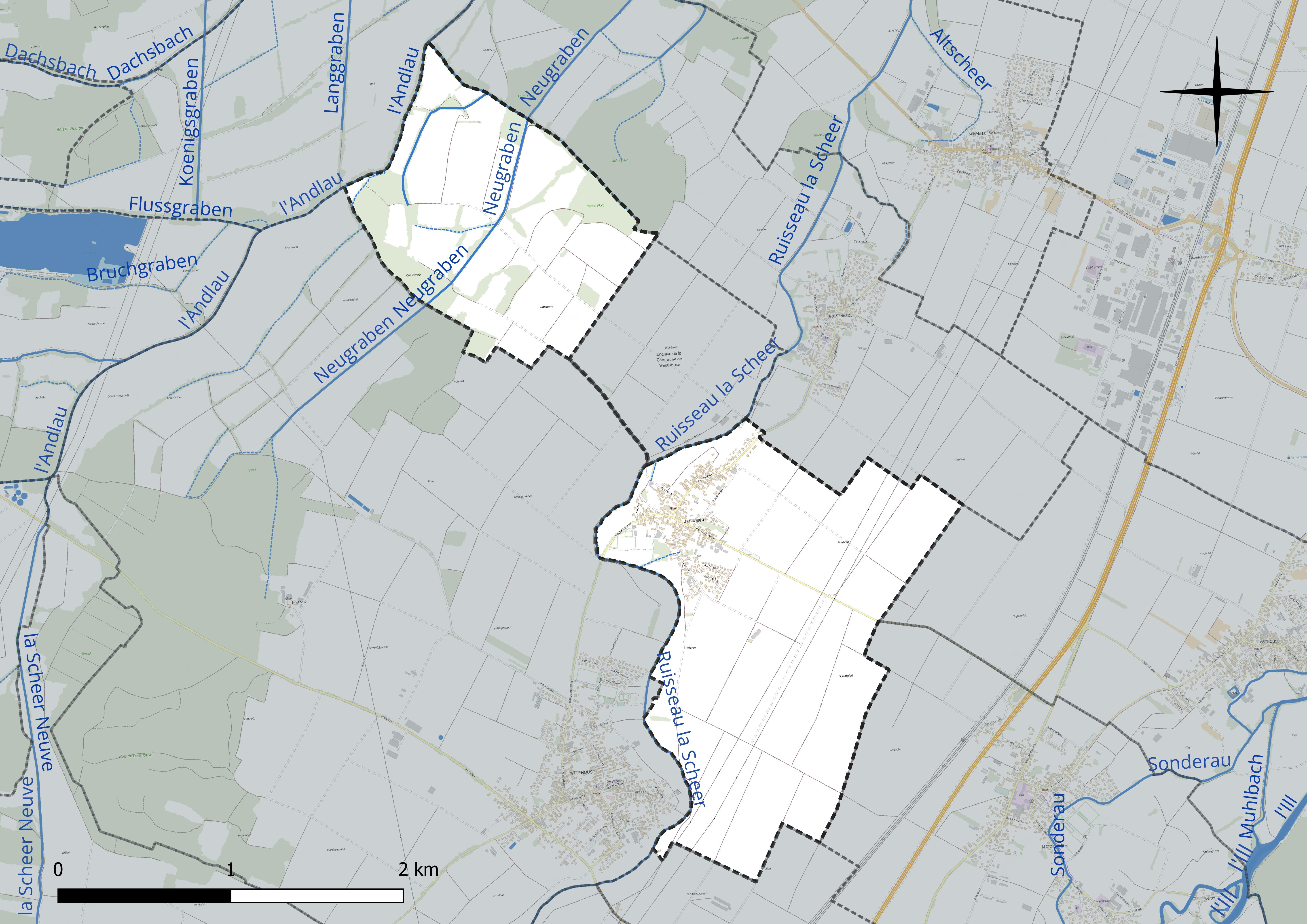
Réseau hydrographique d'Uttenheim.

#### Gestion et qualité des eaux
Le territoire communal est couvert par le schéma d'aménagement et de gestion des eaux (SAGE) « Ill Nappe Rhin ». Ce document de planification concerne la nappe phréatique rhénane, les cours d'eau de la plaine d'Alsace et du piémont oriental du Sundgau, les canaux situés entre l'Ill et le Rhin et les zones humides de la plaine d'Alsace. Le périmètre s’étend sur 3 596 km2. Il a été approuvé le 17 janvier 2005. La structure porteuse de l'élaboration et de la mise en œuvre est la région Grand Est. 
La qualité des cours d’eau peut être consultée sur un site dédié géré par les agences de l’eau et l’Agence française pour la biodiversité. 

### Climat
Pour des articles plus généraux, voir Climat du Grand Est et Climat du Bas-Rhin.
En 2010, le climat de la commune est de type climat des marges montargnardes, selon une étude du Centre national de la recherche scientifique s'appuyant sur une série de données couvrant la période 1971-2000. En 2020, Météo-France publie une typologie des climats de la France métropolitaine dans laquelle la commune est exposée à un climat semi-continental et est dans la région climatique  Alsace, caractérisée par une pluviométrie faible, particulièrement en automne et en hiver, un été chaud et bien ensoleillé, une humidité de l’air basse au printemps et en été, des vents faibles et des brouillards fréquents en automne (25 à 30 jours). 
Pour la période 1971-2000, la température annuelle moyenne est de 10,8 °C, avec une amplitude thermique annuelle de 17,8 °C. Le cumul annuel moyen de précipitations est de 602 mm, avec 7,8 jours de précipitations en janvier et 9,8 jours en juillet. Pour la période 1991-2020, la température moyenne annuelle observée sur la station météorologique de Météo-France la plus proche, « Strasbourg-Entzheim », sur la commune d'Entzheim à 14 km à vol d'oiseau, est de 11,4 °C et le cumul annuel moyen de précipitations est de 635,7 mm. 
La température maximale relevée sur cette station est de 38,9 °C, atteinte le 25 juillet 2019 ; la température minimale est de −23,6 °C, atteinte le 23 janvier 1942,,. 
Les paramètres climatiques de la commune ont été estimés pour le milieu du siècle (2041-2070) selon différents scénarios d'émission de gaz à effet de serre à partir des nouvelles projections climatiques de référence DRIAS-2020. Ils sont consultables sur un site dédié publié par Météo-France en novembre 2022.

## Urbanisme

### Typologie
Au 1er janvier 2024, Uttenheim est catégorisée ceinture urbaine, selon la nouvelle grille communale de densité à sept niveaux définie par l'Insee en 2022.
Elle est située hors unité urbaine. Par ailleurs la commune fait partie de l'aire d'attraction de Strasbourg (partie française), dont elle est une commune de la couronne,. Cette aire, qui regroupe 268 communes, est catégorisée dans les aires de 700 000 habitants ou plus (hors Paris),.

### Occupation des sols
L'occupation des sols de la commune, telle qu'elle ressort de la base de données européenne d’occupation biophysique des sols Corine Land Cover (CLC), est marquée par l'importance des territoires agricoles (85,4 % en 2018), une proportion sensiblement équivalente à celle de 1990 (85,9 %). La répartition détaillée en 2018 est la suivante : terres arables (65,3 %), zones agricoles hétérogènes (19,7 %), zones urbanisées (8,4 %), forêts (6,1 %), prairies (0,4 %). L'évolution de l’occupation des sols de la commune et de ses infrastructures peut être observée sur les différentes représentations cartographiques du territoire : la carte de Cassini (XVIIIe siècle), la carte d'état-major (1820-1866) et les cartes ou photos aériennes de l'IGN pour la période actuelle (1950 à aujourd'hui).

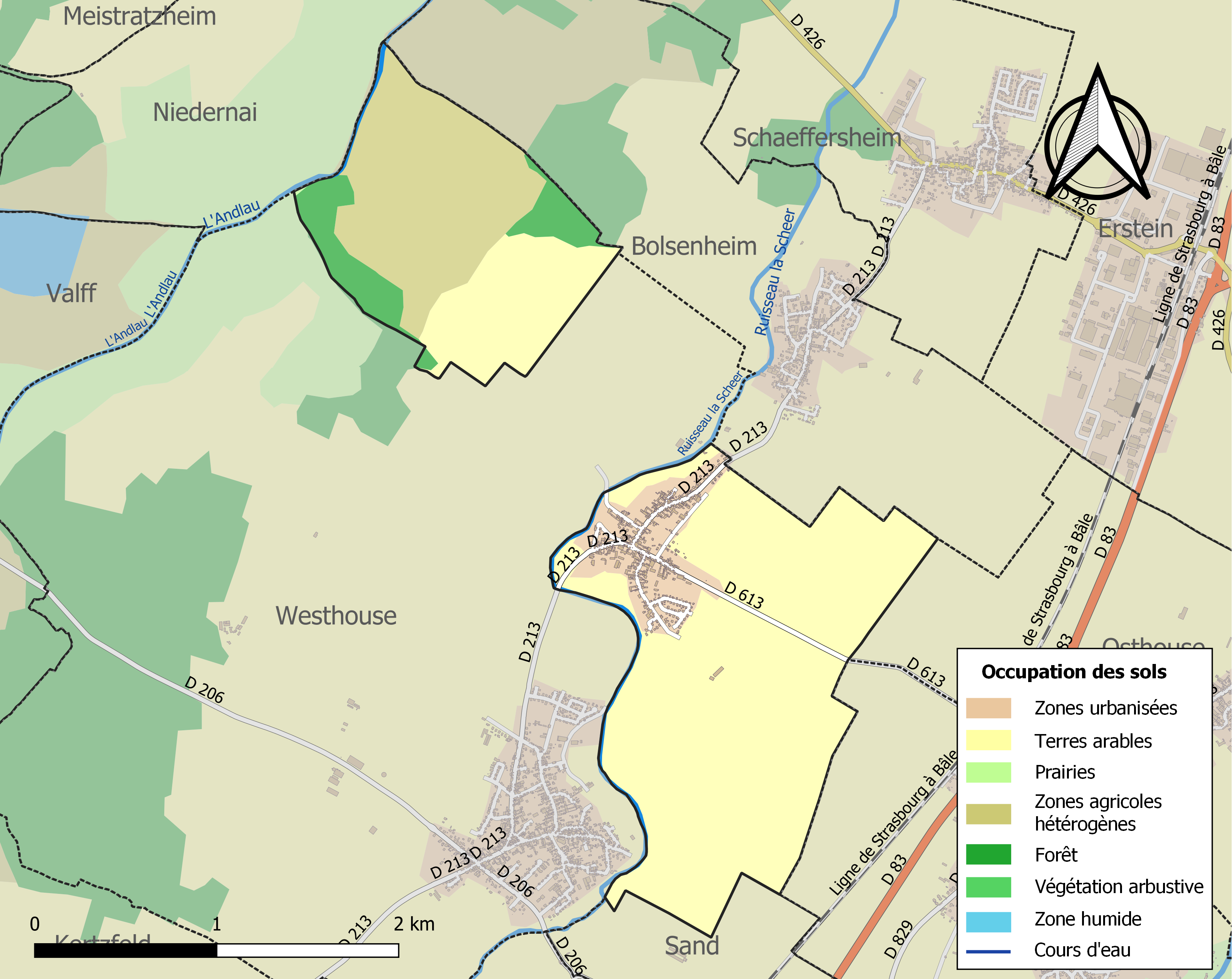
Carte des infrastructures et de l'occupation des sols de la commune en 2018 (CLC).

## Histoire
L'origine du village pourrait remonter à l'époque romaine, si l'on en croit l'inventaire général des monuments et des richesses artistiques de la France. Une population plus ou moins importante à l'époque mérovingienne (environ 460-750) est néanmoins certaine. En effet, lors de travaux d'adduction d'eaux au nord du village en 1952, sept sépultures provenant d'un cimetière mérovingien ont été mises au jour.
C'est aussi durant cette période, en l'an 677 plus précisément, lors de la fondation de l'abbaye d'Ebersmunster par le duc d'Alsace Aldaris, que des donations furent faites à cette abbaye, donations situées sur le ban d'Uttenheim. Mais ce n'est qu'environ un siècle plus tard qu'est mentionné pour la première fois officiellement le nom du village : en l'an 788, il s'appela Ottinghaim, ce qui reste assez près, phonétiquement, du nom d'Uttenheim en dialecte, Uadna. Il s'appellera alors successivement Veratesheim (817), Ousenheim (1156), Outenheim (1183), Udenheim (1240), Uotenheim (1270), Utenheim (1339), avant de prendre son nom définitif en 1422.
Le village a appartenu à l'évêque de Strasbourg et d'autre part aux landgraves de Werde jusqu'en 1232. À cette date, Henri, comte de Werde, donne définitivement à titre de fief oblat à l'évêque de Strasbourg, monseigneur Mandrescheid, sa cour sise Uttenheim et d'autres biens situés ailleurs. Il y eut ensuite des changements fréquents, et en 1790, la famille Reinach-Werd perd définitivement le titre et la terre. Mais revenons quelques siècles en arrière, pour bien comprendre les différents et principaux changements subis par Uttenheim. En 1147, Uttenheim donne son nom à une famille de nobles. Ceux-ci achetèrent plus tard le château de Ramstein, près de Scherwiller, et deviendront dès lors les Uttenheim de Ramstein. Issus d'une famille de paysans qui se sont peu à peu enrichis et cultivés, les Uttenheim ont été anoblis et nommés chevalier d'Uttenheim, et admis au sein de l'ordre Teutonique. Différents documents font état de nombreuses possessions dans le village. La lignée s'éteindra en 1669 à la mort de Bernard-Frédéric d'Uttenheim-Ramstein. Les figures les plus marquantes de la famille furent Berthold, abbé de Schuttern de 1245 à 1252, Jean III, abbé de Herrenalb, mort en 1478, Christophe (1457-1527) et Craton Hoffmann (1450-1501).

## Politique et administration

### Liste des maires
| Période                                  | Période  | Identité              | Étiquette | Qualité |
| ---------------------------------------- | -------- | --------------------- | --------- | ------- |
| Les données manquantes sont à compléter. |          |                       |           |         |
| mars 2001                                | 2014     | Pierre Grignon        |           |         |
| 2014                                     | mai 2020 | Christian Huck        |           |         |
| mai 2020                                 | En cours | Jean-Pierre Issenhuth |           |         |

## Population et société

### Démographie
L'évolution du nombre d'habitants est connue à travers les recensements de la population effectués dans la commune depuis 1793. Pour les communes de moins de 10 000 habitants, une enquête de recensement portant sur toute la population est réalisée tous les cinq ans, les populations de référence des années intermédiaires étant quant à elles estimées par interpolation ou extrapolation. Pour la commune, le premier recensement exhaustif entrant dans le cadre du nouveau dispositif a été réalisé en 2007.

En 2022, la commune comptait 584 habitants, en évolution de +5,42 % par rapport à 2016 (Bas-Rhin : +3,17 %, France hors Mayotte : +2,11 %).
| 1793 | 1800 | 1806 | 1821 | 1831 | 1836 | 1841 | 1846 | 1851 |
| ---- | ---- | ---- | ---- | ---- | ---- | ---- | ---- | ---- |
| 490  | 431  | 501  | 608  | 638  | 632  | 650  | 666  | 674  |

| 1856 | 1861 | 1866 | 1871 | 1875 | 1880 | 1885 | 1890 | 1895 |
| ---- | ---- | ---- | ---- | ---- | ---- | ---- | ---- | ---- |
| 628  | 605  | 566  | 517  | 525  | 567  | 548  | 556  | 557  |

| 1900 | 1905 | 1910 | 1921 | 1926 | 1931 | 1936 | 1946 | 1954 |
| ---- | ---- | ---- | ---- | ---- | ---- | ---- | ---- | ---- |
| 485  | 480  | 456  | 398  | 434  | 416  | 418  | 378  | 383  |

| 1962 | 1968 | 1975 | 1982 | 1990 | 1999 | 2006 | 2007 | 2012 |
| ---- | ---- | ---- | ---- | ---- | ---- | ---- | ---- | ---- |
| 393  | 393  | 380  | 387  | 428  | 533  | 572  | 578  | 569  |

| 2017 | 2022 | - | - | - | - | - | - | - |
| ---- | ---- | - | - | - | - | - | - | - |
| 552  | 584  | - | - | - | - | - | - | - |

## Culture locale et patrimoine

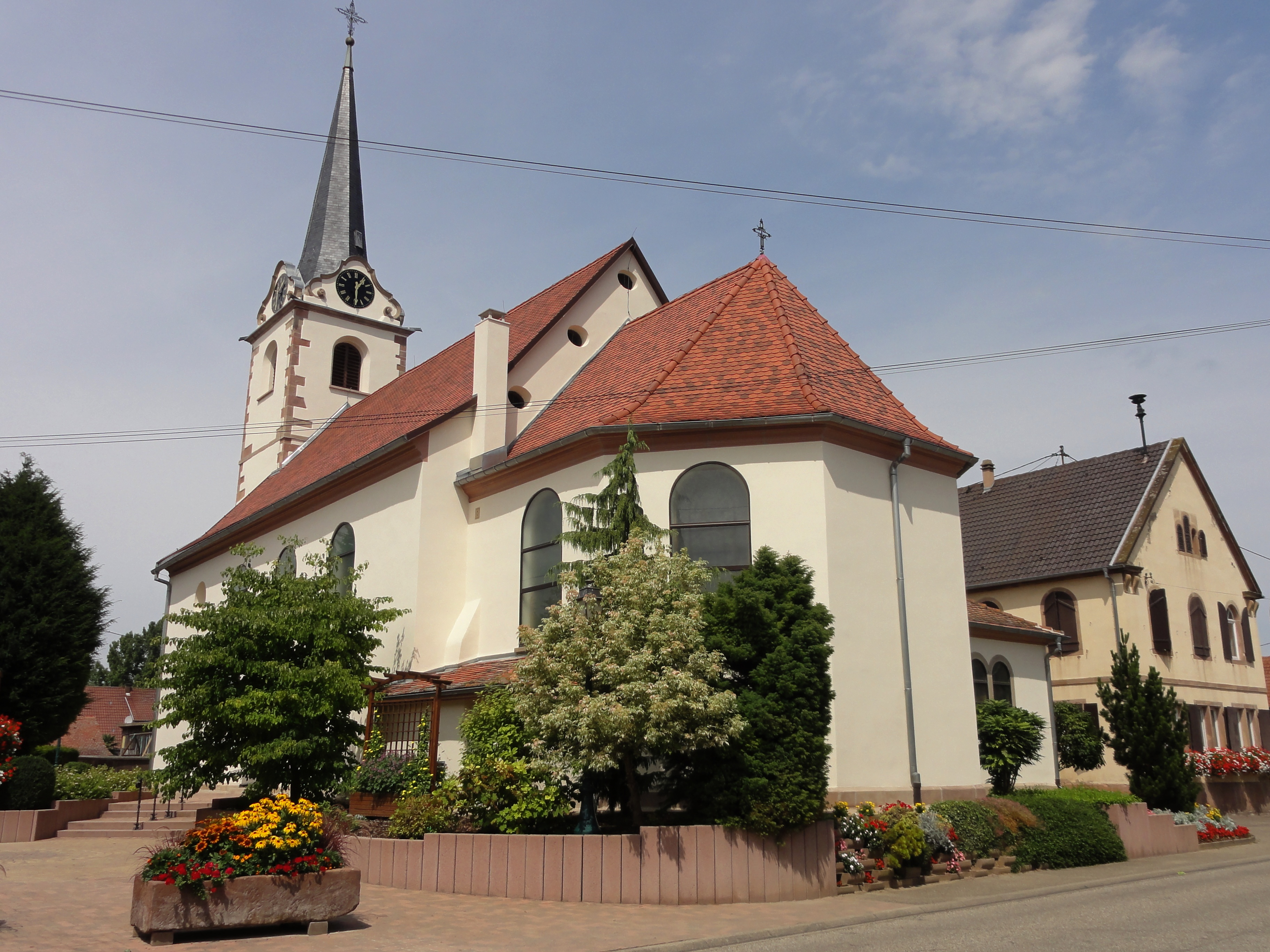
L'église Saint-Pierre-et-Saint-Paul.

### Lieux et monuments
- L'église Saint-Pierre-et-Saint-Paul[23].
- La mairie[24].

### Héraldique
| Blason de Uttenheim | Blason  | De sable à la bande d'or. |
| Blason de Uttenheim | Détails |                           |